# Дженнаро Астаріта
Дженнаро Астаріта (італ. Gennaro Astarita; нар. бл. 1745-49, Неаполь — пом. 18 грудня 1805, Роверето) — італійський композитор, диригент, антрепренер. Користувався підтримкою сина Гетьмана України Олексія Розумовського. 

## Біографія
Працював у Італії, Братиславі й Російській імперії (у Росії він перебував двічі – 1784–1789 та 1795–1803 рр., переважно у Петербурзі й Москві). У 1786–1787 роках за деякими непрямими свідченнями працював у графа Олексія Кириловича Розумовського, принаймні писав опери на його замовлення. У нотній бібліотеці О. К. Розумовського зберігаються рукописні автографи партитур опер «Сбитенщик» (1786, рос. мовою, лібрето Я. К. Княжніна, укр. «Збитенник») і «Gernando e Costanza»(1787, італ. мовою, лібрето П'єтро Метастазіо «L'isola disabitata»), рукописні оркестрові партії симфонії-увертюри. Ще одна симфонія-увертюра та ораторія «La morte d'Abele» («Смерть Авеля»), присвячена О. К. Розумовському не збереглися до нашого часу.
Дженнаро Астаріта є автором більше ніж 40 оперних та інших творів. В опері «Збитенник» відчутний вплив мелодики українських народних пісень.